# Combretum brevistylum
Combretum brevistylum är en tvåhjärtbladig växtart som beskrevs av August Wilhelm Eichler. Combretum brevistylum ingår i släktet Combretum och familjen Combretaceae. Inga underarter finns listade i Catalogue of Life.